# Monitor residente
Un monitor residente (MR) era un componente de software, parte integral de una computadora de tarjetas de control de uso general. Su trabajo consistía en realizar la carga rápida de la siguiente tarea a ejecutar en un ambiente batch. Puede ser considerado como la más primitiva forma de sistema operativo.

## Motivación
Entre las décadas de 1950 y 1970 las computadoras eran dispositivos enormes, controlados mediante una consola. Los dispositivos de entrada más comunes eran los lectores de tarjetas. Se realizaba la carga de un trabajo y éste podía llegar a terminar en cualquier momento (minutos, horas o días después); por lo tanto, cuando el programa terminaba la ejecución, alguien debía realizar la tarea de hacer una nueva carga para ejecutar una nueva tarea. De esta manera surge el monitor residente.

## Funcionamiento

### Carga
Antes de comenzar la ejecución, el operador del sistema debía agrupar tareas que fueran similares. Esto se debía a que los sistemas de cómputo no contaban con una gran cantidad de memoria, ni tampoco podían cargar rutinas de forma dinámica, por lo cual todas las rutinas debían ser cargadas en un momento inicial, anterior a la ejecución. Al agrupar tareas similares, el operador podía cargar todas las rutinas (la idea es que la mayoría fueran compartidas) que necesitaran las tareas y todos los datos de entrada de todas las tareas en la memoria principal.

### Ejecución
El monitor residente se encargaba de comenzar la ejecución de la siguiente tarea, enlazándola con las rutinas compartidas y no compartidas que necesitaba utilizar, iniciando así la nueva ejecución.

## Evolución
Los monitores residentes fueron reemplazados por los monitores de inicio, luego por los cargadores de inicio, luego por los BIOS, y finalmente por los núcleos de sistemas operativos